# 권승렬
권승렬(權承烈, 1895년 5월 14일 ~ 1980년 9월 30일)은 초대 검찰총장과 제2대 법무부 장관을 역임한 대한민국의 법률가, 행정관료이다. 초대 법무부 차관, 한국법학원 원장 등도 역임하였다.
일제강점기인 1925년 조선변호사시험에 합격하여 변호사가 되었으며 여운형, 안창호 등의 독립운동가를 변호하는 항일변호사로 활동하였다. 해방 후 1948년 제헌의회의 헌법기초위원회에 의해 전문위원으로 위촉되어 독자적인 헌법기초안을 제출하였다. 반민족행위 특별조사위원회(반민특위)의 특별검찰부장을 맡아 반민족행위자의 기소 여부 결정과 재판 송치를 담당하면서 초대 검찰총장에 임명되었다.
반민특위 해체이후 1949년 제2대 법무부 장관이 되었으나 이승만 정부의 초대 상공부 장관이었던 임영신의 뇌물 수수 독직 사건으로 갈등을 빚고 1950년 6월 22일 해임되었다. 1957년 한국법학원 원장으로 취임하였고 1960년 4·19 혁명으로 이승만 정권이 붕괴되고 과도정부가 구성되자 다시 법무부 장관으로 임명되었다. 새 헌법에 따라 대법원장이 선출직으로 변경되자  같은 해 8월 법무부 장관을 사임하고 대법원장 후보로 입후보하였다.
공직 퇴임 이후 법조계 원로로 있다가 1980년 자택에서 노환으로 사망하였다.

## 일제강점기 변호사 활동
권승렬은 안동 출신으로 1911년 관립한성외국어학교 일어부를 졸업하고 1915년 조선총독부의 판임관 견습시험에 합격하여 1916년 황해도 연백군청에서 관리 생활을 시작하였다. 1920년 관리 생활을 사직하고 1922년 일본 주오 대학 법학과로 입학하였다.
일제강점기 당시 조선총독부는 1909년 이래 진행되었던 사법시험규칙을 대신하여 1921년 12월 조선변호사시험규칙을 공포하고 1922년 첫 시험을 치른 이래 패망할 때까지 독자적인 변호사 자격 시험을 운영하고 있었다. 권승렬은 1925년 총독부의 조선변호사시험에 합격한 뒤 다시 일본으로 건너가 1926년 주오 대학 법학과를 수석으로 졸업하였다.
1926년 귀국하여 경성과 해주를 근거로 해방을 맞을 때까지 변호사 활동을 하였다. 일제강점기 조선인 변호사는 총독부에 등록되어 활동하는 법조인으로 부일 의혹에서 자유로울 수 없었고 실제 많은 법조인이 친일 행위를 하기도 하였다. 이에 반해 항일 독립운동가 등의 변론을 맡는 경우는 매우 드물었다. 권승렬은 허헌, 김병로, 이인, 후세 다츠지 등과 함께 독립운동가에 대한 변론을 자처한 항일변호사로 꼽힌다. 권승렬은 조선공산당 검거 사건에 무료 변론을 맡아 일제 경찰의 고문을 폭로하고 병보석을 끈질기게 요구하여 재판당국을 당혹하게 하였다. 항일변호사들은 총독부가 인정하는 법률적 신분을 적극 활용하여 스스로의 법조차 지키지 않는 일제의 폭정을 폭로하는 역할을 하였고 이러한 활동으로 좌, 우를 가리지 않고 많은 독립운동가들의 지지를 받아 해방 후 남북 모두에서 중용되었다.
일제 말기 이른바 내선일치가 강조되면서 조선의 변호사 협회도 일본과 합병되는 움직임이 있었으나 권승렬 등의 항일변호사들은 이를 끝까지 반대하였다. 권승렬은 1927년 신간회에 참여하는 등 직접 독립운동에도 관여하였고 1929년에는 여운형에 대한 변론을, 1932년에는 안창호에 대한 변론을 맡았다.

## 해방과 헌법 기초
1945년 해방 직후 한국민주당의 창당 발기인으로 참여하였다. 미군정 시기 권승렬은 미군정청 사법부 차장으로 근무하였다. 1948년 5월 10일 대한민국 제헌 국회의원 선거로 제헌의회가 수립된 뒤 헌법 제정을 위한 헌법기초위원회가 구성되었다. 제헌의회는 6월 2일 헌법안을 작성하는 실무작업을 도와 줄 전문위원 10인을 위촉하면서 권승렬을 그 중 한 명으로 위촉하였다.
당시 헌법기초위원회는 어느 한 정당의 독점을 막기 위해 대한독립촉성국민회(독촉국민회), 한국민주당(한민당), 그리고 조봉암 등이 이끄는 무소속구락부가 삼분하여 전문위원을 위촉한 상황이었지만, 이승만 등이 주도하는 독촉국민회와 김성수 등이 주도한 한국민주당이 연대하여 유진오와 행정연구위원회가 준비한 보수적 헌법초안을 대한민국 헌법으로 확정짓고자 하였다.:317-320 이미 8월 15일을 정부수립일로 확정한 상태였기 때문에 헌법 기초 작업은 시간이 매우 촉박하였으나 독촉국민회와 한민당은 5월 내에 헌법을 확정짓고자 서둘렀다. 그러나 권승렬은 별도의 독자적인 헌법 기초를 제출하여 이들의 독주에 제동을 걸었다. 유진오와 행정연구회의 안은 "공동안"으로 권승렬의 안은 "권승렬안"으로 불리며 헌법기초위원회에 회부되었고 표결로서 공동안을 주로 하되 권승렬안을 참조하도록 결론지었다. 공동안이 다수였음에도 두 안에 대한 표결 차이가 크지 않았고 부일 의혹을 받고 있던 유진오와 달리 권승렬은 널리 알려진 항일변호사 출신이었기 때문에 그의 의견을 무시할 수 없었기 때문이었다.:319
공동안은 헌법 전문과 함께 제1조에 대한민국이 민주공화국임을 선언하고 제2조에 권력 주체가 "인민"임을 선언하고 있고, 권승렬안 역시 전문은 없으나 제1조와 제2조의 구성은 대동소이 하다. 헌법 제정에서 갈등이 불거진 것은 이승만이 강력히 요구한 대통령 중심제와 이를 견제하려는 내각책임제의 논쟁으로 제헌헌법은 이 둘을 융합하는 다소 모호한 상태로 제정되었다. 제헌 헌법을 두고 이승만 등은 유진오를 무소속구락부는 권승렬을 지지하는 정국이 펼쳐졌다.
훗날 유진오는 권승렬 역시 자신과 행정연구회의 헌법 기초안을 참조하여 헌법초안을 작성한 것이라고 주장하였으나 권승렬과 다른 이들은 유진오의 주장을 부정하였다.:85-87 한편, 제헌헌법은 부칙 제101조에 “이 헌법을 제정한 국회는 단기 4278년 8월 15일 이전의 악질적인 반민족행위자를 처벌하는 특별법을 제정할 수 있다”라고 명시하였는데, 일부에서는 이 조항을 권승렬안에서 가져왔다는 속설이 있으나 실제로는 헌법 초안이 완성된 뒤 헌법기초위원회가 삽입한 것으로 공동안과 권승렬안 모두 초안에 이 조항을 넣지는 않았다. 국민대학교의 이강수는 이 조항은 일제강점기 독립운동을 하였던 정치인들 특히 헌법기초위원회에 참가하였던 김상덕 등이 주도하였을 것으로 추정한다.

## 반민특위
1948년 9월 7일 제헌국회는 반민족행위처벌법를 제정하였고 이에 따라 반민족행위 특별조사위원회(반민특위)가 구성되었다. 권승렬은  반민특위의 특별검찰부장직으로 임명되었다. 10월 31일 권승렬은 검찰총장으로 임명되었다.
반민특위는 처벌대상자를 선정하고 조사활동에 들어갔으나 친일파 및 부역자들 상당수가 정부에 참여한 상태에서 극심한 방해를 받았고 1949년 5,6월의 1·2차 국회프락치사건과 1949년 6월 6일의 반민특위 습격사건으로 사실상 와해되기에 이르렀다. 특히 경찰 내부에 일제강점기 때부터 경찰을 하였던 세력들이 극렬히 반대하여 반민특위 습격에도 참여하였다. 습격사건 이후 권승렬이 현장점검을 나간 자리에서 경찰은 권승렬의 권총을 빼앗고 무릎 꿇린 뒤 구타를 하는 만행을 보였다. 권승렬은 이후 반대세력의 암살 표적이 되었다.

## 법무부장관
초대 법무부 장관이었던 이인이 보궐선거로 출마하며 사퇴하자 1949년 6월 제2대 법무부 장관이 되었다. 이인은 당선 이후 반민특위의 새 위원장이 되어 반민특위 특별경찰을 해산하고 더 이상 활동하지 않을 것임을 천명하여 반민특위 해체에 쇄기를 박았다. 권승렬은 1년 정도 법무부 장관을 하면서 이승만 정부와 매우 불편한 관계가 계속되다가 결국 1950년 6월22일 해임되었다. 권승렬의 해임은 초대 상공부장관이었던 임영신의 독직 사건을 둘러싼 갈등 때문이었다. 임영신이 각종 이권에 개입하며 수천만원의 뇌물을 받은 사건으로 기소되자 이승만은 검찰에 압력을 가해 이를 무마하려고 하였다. 임영신을 법대로 처리하여 기소하자 이승만은 "자네 법이 시키면 밥도 안 먹을텐가?"하고 물었고 권승렬이 "네"라고 대답하였다는 일화가 있다. 권승렬 해임 사흘 뒤인 6월 25일 한국전쟁이 일어났다.
한국전쟁 이후인 1957년 권승렬은 한국법학원의 원장으로 취임하였다. 1960년 4·19 혁명으로 이승만 정권이 붕괴되고 과도정부가 구성되자 권승렬은 다시 법무부 장관으로 임명되었다. 혁명 후 과도정부에서 권승렬은 법무부 장관으로서 공무원의 중립 유지 등을 명령하는 한편, 이승만 독재에 협력한 검찰 내부의 숙청을 추진하였다. 같은 해 8월 법무부 장관을 사임하고 새로 도입된 대법원장 선출제에 따라 대법원장 후보로 입후보하였다.

## 사망
과도내각 사임 이후 권승렬은 법조계 원로로서 있다가 1980년 9월 30일(향년 86세) 노환으로 사망하였다.